# يائير ليموس
يائير ليموس هو لاعب كرة قدم برازيلي في مركز حراسة المرمى، ولد في 2 ديسمبر 1986. لعب مع سنترال إسبانيول.

## وصلات خارجية
- يائير ليموس على موقع Soccerway.com (الإنجليزية)